# Sparatoria all'Umpqua Community College
La sparatoria all'Umpqua Community College fu una strage commessa il 1º ottobre 2015 nel campus dell'Umpqua Community College vicino a Roseburg, in Oregon, negli Stati Uniti.
Chris Harper-Mercer, uno studente di 26 anni che era in precedenza iscritto alla scuola, uccise un assistente professore e otto studenti in una classe ferendone altri otto. Dopo essere rimasto ferito in una breve sparatoria con la polizia, si suicidò sparandosi alla testa.
Viene ricordata come la strage con il maggior numero di vittime nella storia moderna dell'Oregon.

## Storia
Chris Harper-Mercer nacque il 26 luglio 1989 a Torrance, in California, da Ian Mercer e Laurel Harper, e ha vissuto con sua madre durante la separazione e il divorzio dei suoi genitori, che hanno accettato di condividere la custodia legale. Harper-Mercer continuò a vivere con sua madre e rimase con lei quando si trasferì in Oregon. Suo padre non lo vide per circa due anni dopo la partenza. Harper-Mercer entrò nell'esercito degli Stati Uniti nel 2008 ma venne dimesso dopo cinque settimane per non aver rispettato gli standard amministrativi minimi della formazione di base a Fort Jackson, nel South Carolina. Funzionari legati all'inchiesta dichiararono che venne dimesso in seguito a un tentativo di suicidio ma i funzionari dell'esercito non rilasciarono commenti in merito. Il giorno della strage, egli pubblicò online un manifesto nel quale elogiò alcune stragi avvenute negli Stati Uniti negli anni precedenti, incluso il massacro di Isla Vista. Harper-Mercer nel suo manifesto fece intendere inoltre di essere depresso perché vergine in quanto non aveva mai avuto una ragazza e che fosse senza lavoro.
Il 1º ottobre 2015, alle 10:38 locali, venne chiamato il 911 per denunciare che stavano sparando. Gli studenti riferirono che gli spari iniziarono nell'aula 15 dove erano condotte delle lezioni di inglese. Qui Harper-Mercer era entrato sparando un primo colpo di avvertimento. Alcuni testimoni riferirono che poi costrinse gli studenti ad andare al centro della classe. Risparmiò uno studente in modo che egli potesse consegnare alla polizia un pacchetto da parte sua costringendolo a sedersi in fondo alla classe e a guardare mentre sparava agli altri con due pistole (Glock 19 e Taurus PT24/7). Sparò per prima all'assistente di inglese a bruciapelo; alcuni studenti vennero colpiti più volte, una donna venne colpita più volte nello stomaco mentre cercava di chiudere la porta della classe. Un testimone raccontò che fece supplicare una donna per la sua vita prima di spararle, sparò poi a un'altra donna quando cercò di ragionare con lui e sparò alla gamba di una terza donna dopo che lei tentò di difendersi con una scrivania. Una vittima, Sarena Dawn Moore, venne uccisa mentre cercava di risalire su una sedia a rotelle come lui gli aveva ordinato.
Due detective in borghese del dipartimento di polizia di Roseburg furono i primi ad arrivare sulla scena del crimine; arrivarono nel corridoio di Snyder Hall alle 10:44, sei minuti dopo che fu ricevuta la prima chiamata al 911. Due minuti dopo, Harper-Mercer ricaricò le sue pistole e si sporse dall'aula sparando diversi colpi contro di loro che risposero sparando tre colpi e colpendolo una volta. Dopo altri due minuti di spari contro gli agenti, Harper-Mercer, ferito, si ritirò in classe e si uccise con un colpo alla testa. Nessuno degli agenti venne ferito. Dopo la strage, nel suo appartamento vennero ritrovate 14 armi, tutte acquistate legalmente.

## Vittime
Chris Harper-Mercer uccise otto studenti e un insegnante, Lawrence Levine. Otto morirono sulla scena e il nono morì all'ospedale.
I morti furono:
- Lucero Alcaraz, 19 anni
- Treven Taylor Anspach, 20 anni
- Rebecka Ann Carnes, 18 anni
- Quinn Glen Cooper, 18 anni
- Kim Saltmarsh Dietz, 59 anni
- Lucas Eibel, 18 anni
- Jason Dale Johnson, 33 anni
- Lawrence Levine, 67 anni
- Sarena Dawn Moore, 43 anni

Altre 8 furono le persone ferite.